# 퍼펙트 겟어웨이
퍼펙트 겟어웨이(A Perfect Getaway)는 2009년 공개된 미국의 스릴러 영화이다.
하와이와 푸에르토리코에서 촬영된 퍼펙트 게이트웨이는 2009년 8월 7일 미국에서 개봉되었다. 비평가들로부터 일반적으로 긍정적인 평가를 받았으며 1,400만 달러의 예산으로 2,200만 달러의 수익을 올렸다.

## 줄거리
신혼여행을 떠난 클리프와 시드니는 하와이에서 하이킹을 하던 중 닉과 그의 여자친구 지나를 만나 함께 여행하게 된다. 그러던 중 섬에서 신혼부부 살인 사건이 발생하고, 일행은 서로를 의심하기 시작한다. 폭포에서 만난 또 다른 커플, 케일과 클레오는 클리프에게 위협적인 말을 던져 긴장감을 높인다. 닉은 클리프에게 자신의 이야기를 영화로 만들 것을 제안하며 자신의 머리에 금속판이 있다는 사실을 이야기한다. 
여행이 계속되면서 살인 사건에 대한 불안감은 커지고, 케일의 가방에서 발견된 치아로 인해 케일과 클레오는 살인 혐의로 체포된다. 안심한 클리프와 닉은 해안 동굴을 탐험하기로 하고, 시드니와 지나는 해변에 남는다. 그러나 지나가 카메라 사진을 보고 비명을 지르자, 클리프와 닉을 쫓아 동굴로 향한다.
동굴에서 클리프는 총을 꺼내 닉을 위협하고, 사실은 클리프와 시드니가 살해당한 피해자이고 현재 이들은 그들의 신분을 훔친 사기꾼이라는 것이 밝혀진다. 가짜 클리프는 록키, 가짜 시드니는 그의 여자친구로, 이들은 신혼부부를 살해하고 그들의 삶을 훔치는 범죄자였던 것이다.
진실을 알게 된 지나는 록키에게 공격을 받아 상처를 입고 도망치지만, 록키는 그녀를 추격한다. 닉은 금속판 덕분에 총상을 입고도 살아남아 록키를 제압하지만, 경찰 헬기가 도착하자 상황은 복잡해진다. 록키의 여자친구는 경찰에게 록키가 범인임을 밝히고, 록키가 총을 꺼내려 하자 경찰은 그를 사살한다. 
모든 사건이 마무리되고, 닉은 지나에게 청혼하며 둘은 신혼여행을 가지 않기로 한다.

## 출연

### 주연
- 티모시 올리펀트
- 밀라 요보비치
- 키엘 산체즈
- 스티브 잔

### 조연
- 크리스 헴스워스
- 마리 쉘톤
- 데일 딕키
- 케이티 초너카스
- 웬디 브라운
- 피터 네이비 투이에소소포
- 트라비스 윌링햄
- 토리 키틀즈
- 브라이언 테스터
- 메르세데스 레그겟
- 레이프 리델
- 웹스터 윌리엄스
- 스펜서 힐
- 매트 버먼
- 린지 홀러데이
- 브랜던 올리브
- 구건 딥 싱
- 루카 앱트

## 기타
- 미술: 조셉 C. 네멕 3세
- 의상: 로라 골드스미스
- 배역: 앤 맥카시
- 배역: 제이 스컬리